# Antonio Bottini
Antonio Bottini (Lucca, 1850 – Bagni di Lucca, 1931) è stato un botanico italiano.

## Biografia
Antonio Bottini nacque a Lucca nel 1850. Si laureò a Pisa in Scienze Naturali nel 1886 e dal 1894 insegnò botanica presso l’Istituto botanico di Pisa. Fu un biologo e studiò i muschi del bacino del Mediterraneo.
Si dedicò allo studio dei muschi del Canton Ticino, della Calabria, della Romagna, della Sardegna, della Sicilia e soprattutto della Toscana. La sua opera: Sfagnologia italiana si occupa dello studio degli sfagni italiani, di cui i campioni dell’Erbario di Pisa testimoniano un’ampia documentazione. Studiò il gruppo Sphagnum come fitogeografo.
Bottini costituì anche un nucleo di campioni assemblati del genere Sphagnum. L’erbario Bottini fu arricchito dalle collaborazioni con altri studiosi dell’epoca. Morì a Bagni di Lucca nel 1931.